# Бразоль, Юлия Николаевна
Ю́лия Никола́евна Бразоль-Лео́нтьева (девичья фамилия — Добросельская; укр. Юлія Миколаївна Бразоль-Леонтьєва) — российская художница и скульптор.

## Биография
Родилась в 1856 году в семье помещиков Добросельских в селе Гудымовка Лебединского уезда Харьковской губернии Российской империи.
Училась в Харьковском институте благородных девиц, где была ученицей художника Евдокима Игнатьевича Волошинова. Продолжила обучение живописи в мастерской Ивана Константиновича Айвазовского в Феодосии. Изучала скульптуру у Марка Матвеевича Антокольского и Владимира Александровича Беклемишева в Санкт-Петербурге, а также стажировалась у профессоров Мельхиора Антона цур Штрассена в Лейпциге (Германия) и Джулио Монтеверде в Риме (Италия).
В 1881 году вышла замуж за полтавского дворянина Льва Евгеньевича Бразоля, ставшего в 1884 году первым российским доктором-гомеопатом. Родила в браке двух сыновей: 9 августа 1882 года — Евгения, ставшего предводителем дворянства Ахтырского уезда Харьковской губернии, почетным мировым судьей, членом уездной земской управы, деятелем правого движения, в годы Гражданской войны — прапорщиком лейб-гвардии Кирасирского полка, позже иммигрировавшего в Нови-Сад (Югославия); 31 марта 1885 года — Бориса, ставшего юристом, общественным деятелем, писателем, литературным критиком, иммигрировав в США — основателем и председателем Общества им. А.С. Пушкина в Америке. Развелась с Л.Е. Бразолем в 1904 году.
В 1906 году вышла замуж за капитана 1-го ранга Александра Александровича Леонтьева. Проживала на Васильевском острове в Санкт-Петербурге (8-я линия, д. 33, кв. 10), в Мустамяки (Финляндия), а также в имении мужа в селе Рябушки Лебединского уезда Харьковской губернии Российской империи (ул. Петропавловская, д. 6). Пара совершила несколько путешествий на Ближний Восток, по Северной Африке, в Восточную и Юго-восточную Азию.
Умерла в городе Лебедине в 1919 году. По мнению лебединских краеведов — была расстреляна вместе с мужем.

## Творчество
Диапазон её творческих поисков был чрезвычайно широкий: занималась живописью, графикой, скульптурой, декоративно-прикладным искусством. В 1898 году стала членом-учредителем Общества издания общедоступных и дешевых книг. Собирала этнографическую коллекцию.

### Живопись и графика

#### Пейзажи
Писала морские пейзажи в технике масляной живописи, а также рисовала этнографические документальные акварельные светотеневые этюды с экзотическими видами Слобожанщины, Крыма, Германии, Италии, Финляндии, Турции, Греции, Палестины, Иерусалима, Туниса, Алжира, Китая, Маньчжурии, Цейлона, Японии и Сингапура. Работа над произведениями велась непосредственно во время путешествий с натуры на пленэре. Композиции исполнены в непринужденной легкой манере в светлой гармоничной колористической гамме. В работах демонстрируется умелое сочетание насыщенных зелёных и коричневых тонов, изображение ощущения воздуха, который обволакивает и оживляет живописное пространство. Человеческие фигуры в некоторых композициях органично вписаны в пейзажный фон. Завершённый характер и тщательно построенную композицию имеют произведения «Весною на вилле Боргезе» (начало 1900-х гг.), «Верблюды в Яффе» (начало 1900-х гг., 1904 г. — ?), «Сингапур» (1904 г.), «На паперти» (конец 1900-х — начало 1910-х гг.), «Южная ночь в Малой Азии» (конец 1900-х — начало 1910-х гг.), «Алжир» (1914 г.).
В маринах Юлии Бразоль заметно влияние как Ивана Айвазовского так и художественной манеры представителей «барбизонского» периода Харьковской школы пейзажа.

#### Натюрморты
Также работала в жанре постановочного натюрморта. В произведениях «Грибы» (1909), «Сливы» (1910), «Осенний лист клёна» (1915), «Клубника» (1916) и «Белые лилии» (1910-е гг.) чувствуется влияние первого учителя — Евдокима Волошинова.

### Скульптура
Создала скульптурные портреты Мразовской (1898), художника Л.Ф. Лагорио (1905), адмирала С.О. Макарова (1905); «Проект памятника  И.К. Айвазовскому» (1900-1910); композиции «Медальон-горельеф» (1899), «Будяк» (1900), «Девушка на скале» (1901), «Плюшкин» (1904) по поэме Н.В. Гоголя «Мертвые души», «Иван Грозный» (1906), «Катерина» (1907) по одноименной поэме Т.Г. Шевченко, «Демон и Тамара» (до 1910) по поэме М.Ю. Лермонтова «Демон», «Аврора» (1910-е).
- «Две сестры».
Начало 1900-х гг.
СОХМ им. Н. Х. Онацкого,
Сумы, Украина.
- «Аврора».
Санкт-Петербург, Россия, 1910-е гг.
ЛГХМ им. Б.К. Руднева,
Лебедин, Украина.

## Выставки
Являлась членом и экспонентом Первого дамского художественного кружка (1895, 1896, 1897, 1898, 1899, 1904, 1905, 1906, 1907, 1908, 1910, 1911, 1914). Участвовала в выставках Санкт-Петербургского общества художников (1897-1901, 1904, 1905, 1907, 1908, 1910, 1911), первой передвижной выставке для Сибири в Томске (1903), Осенней выставке картин в залах Императорской Академии художеств (1907). Работы Юлии Бразоль также экспонировались в Москве и Харькове.
Экспонировала свои работы на Всемирной выставке в Париже (1900) на которой получила почетный отзыв за бронзовый канделябр и скульптуру «Будяк». Получила золотую медаль за барельеф «Две головки» на выставке в Реймсе (1903).
Провела две персональные выставки: первую крупнейшую прижизненную персональную выставку — в Санкт-Петербурге (1910), на которой было представлено 214 картин, 37 скульптур и 550 экспонатов этнографической коллекции, собранных во время путешествий, а также вторую персональную выставку картин и скульптур в помещении мужской гимназии в Лебедине (1918).
В марте 1919 года значительное количество произведений Юлии Бразоль было конфисковано и передано в Лебединский художественно-исторический музей им. Т.Г. Шевченко. Часть работ была утрачена в период Второй мировой войны.
По состоянию на 2022 год крупнейшее собрание произведений Юлии Бразоль (34 предмета) хранится и экспонируется в Лебединском городском художественном музее им. Б.К. Руднева. Два произведения хранятся в Сумском областном художественном музее им. Н.Х. Онацкого.
Мемориальные выставки:
- ноябрь 1988 — Лебединский городской художественный музей им. Б.К. Руднева (зал № 5), Лебедин, УССР, СССР (32 работы: 28 — живопись, 4 — графика);
- ноябрь 1993 – Лебединский городской художественный музей им. Б.К. Руднева (зал № 7), Лебедин, Украина (10 работ, «Портрет Ю.Н. Бразоль» В.О. Слензинського);
- июль 1996 – 16.09.1996 – Лебединский городской художественный музей им. Б.К. Руднева (зал № 8), Лебедин, Украина (20 работ);
- июль 2006 – 05.10.2006 — Лебединский городской художественный музей им. Б.К. Руднева (зал № 8), Лебедин, Украина;
- декабрь 2009 – 23.02.2010 – выставка «Забуті художники (Ю. Бразоль і О. Красовський)», Лебединский городской художественный музей им. Б.К. Руднева (зал № 8), Лебедин, Украина;
- 16.06.2021 — 17.07.2021 — выставка «Життя в мистецтві» (по случаю 165-летия Юлии Бразоль), Лебединский городской художественный музей им. Б.К. Руднева, Лебедин, Украина.